# 3Onderzoekt
3Onderzoekt was een onderzoeksjournalistiek televisieprogramma dat door de EO werd uitgezonden op Nederland 3, nu bekend als NPO 3. In dit programma werden 'maatschappelijke misstanden' onder de loep genomen. De presentatie werd afwisselend verzorgd door Johan Eikelboom, Danny Ghosen en Anne-Mar Zwart.

## Opzet van het programma
Iedere aflevering had drie presentatoren. Met elkaar leidden ze het onderwerp in en vervolgens maakten ze ieder een eigen reportage. Iedere reportage bekeek het onderwerp uit een andere invalshoek. Aan het einde van de uitzending kwam het drietal weer bij elkaar om ervaringen uit te wisselen en tot conclusies te komen.

## Afleveringen

### Seizoen 1
1. Een pedofiel in jouw straat? (13 november 2013)
2. Zoektocht naar een Hollandse jihadist (20 november 2013)
3. Leve de aso-container!? (4 december 2013)
4. Geen vuurwerk met Oud en Nieuw!? (18 december 2013)
5. Homorechten in Rusland (deel 1, 8 januari 2014)
6. Homorechten in Rusland (deel 2, 15 januari 2014)
7. De wereld van de (ouderen)zorg (22 januari 2014)
8. Oorlogsheld of oorlogsmisdadiger? (29 januari 2014)
9. Een exotisch dier als huisdier?! (5 februari 2014)
10. De kloof tussen blank en zwart in Zuid-Afrika (12 februari 2014)

### Seizoen 2
1. Hoe jonge studenten hun studiebeurs aanvullen met betaalde seks (deel 1, 3 september 2014)
2. Hoe jonge studenten hun studiebeurs aanvullen met betaalde seks (deel 2, 10 september 2014)
3. Het Woonwagenkamp, broedplaats van criminelen en volkszangers (24 september 2014)
4. Haat in de straat (8 oktober 2014)
5. Te aso voor de aso-container (15 oktober 2014)
6. Sporten en spuiten (29 oktober 2014)
7. Wiet, de groene sloper (12 november 2014)
8. Kerst in Beiroet (17 december 2014)

### Seizoen 3
1. De wereld van het stagelopen (2 september 2015)
2. Enkeltje Dover (9 september 2015)
3. Krakers (16 september 2015)
4. Vluchtelingen (7 oktober 2015)
5. Versiercoach 1 (14 oktober 2015)
6. Versiercoach 2 (21 oktober 2015)
7. Straatraces (28 oktober 2015)
8. Into the wild (4 november 2015)
9. Zakkenrollers (11 november 2015)
10. Bikinimodel in 6 weken (18 november 2015)
11. MMA meiden 1 (25 november 2015)
12. MMA meiden 2 (2 december 2015)
13. Het woonwagenkamp, broedplaats van criminelen en volkszangers (9 december 2015)

## Presentatie
- Johan Eikelboom (2013-2015)
- Klaas van Kruistum (2013-2014)
- Manuel Venderbos (2013-2014)
- Anne-Mar Zwart (2013-2015)
- Danny Ghosen (2014-2015)